# La Garde (Var)
La Garde è un comune francese di 26 485 abitanti situato nel dipartimento del Var nella regione della Provenza-Alpi-Costa Azzurra.

## Amministrazione

### Gemellaggi
- Montesarchio  Italia

Le due città sono gemellate dal 1977: la scelta deriva dal fatto che entrambe le città hanno, nel loro punto più alto, una torre e un castello in posizioni assai simili.

## Società

### Evoluzione demografica
Abitanti censiti